# Kerspruim
De kerspruim (Prunus cerasifera), kroos of myrobalaan is een plant uit de rozenfamilie (Rosaceae). De kerspruim komt van nature voor van de Balkan tot Midden-Azië. In Midden-Europa wordt de soort aangeplant vanwege de eetbare vruchten. Mogelijk is de gekweekte pruim (Prunus domestica) een hybride van deze boom en de sleedoorn (Prunus spinosa). Er zijn verschillende, vroegbloeiende cultivars van de kerspruim die gekweekt worden om de sierwaarde. De hoogte is circa 8 m.
De kerspruim heeft een open kroon met uitstaande takken, die glad en glanzend groen zijn. De schors is bruinachtig tot zwart.
De bladeren zijn eirond en hebben stomp getande randen. Ze worden 4-7 cm lang. De bladstelen zijn paarsgroen en circa 1 cm lang. De bladeren zijn aan de bovenzijde glanzend groen en aan de onderzijde bleek en dof. Sommige cultivars hebben roodachtige bladeren, zoals 'Nigra' die in 1916 in Amerika is geselecteerd.
De bloemen zijn wit-rozig en hebben een doorsnede van circa 2 cm. Ze hebben vijf kroonblaadjes. Cultivars hebben witte of roze bloemen.
De vruchten zijn bolvormig. De kleur verandert van glimmend groen tot geel of rood. Ze zitten aan een korte steel en zijn 2 cm in doorsnede.

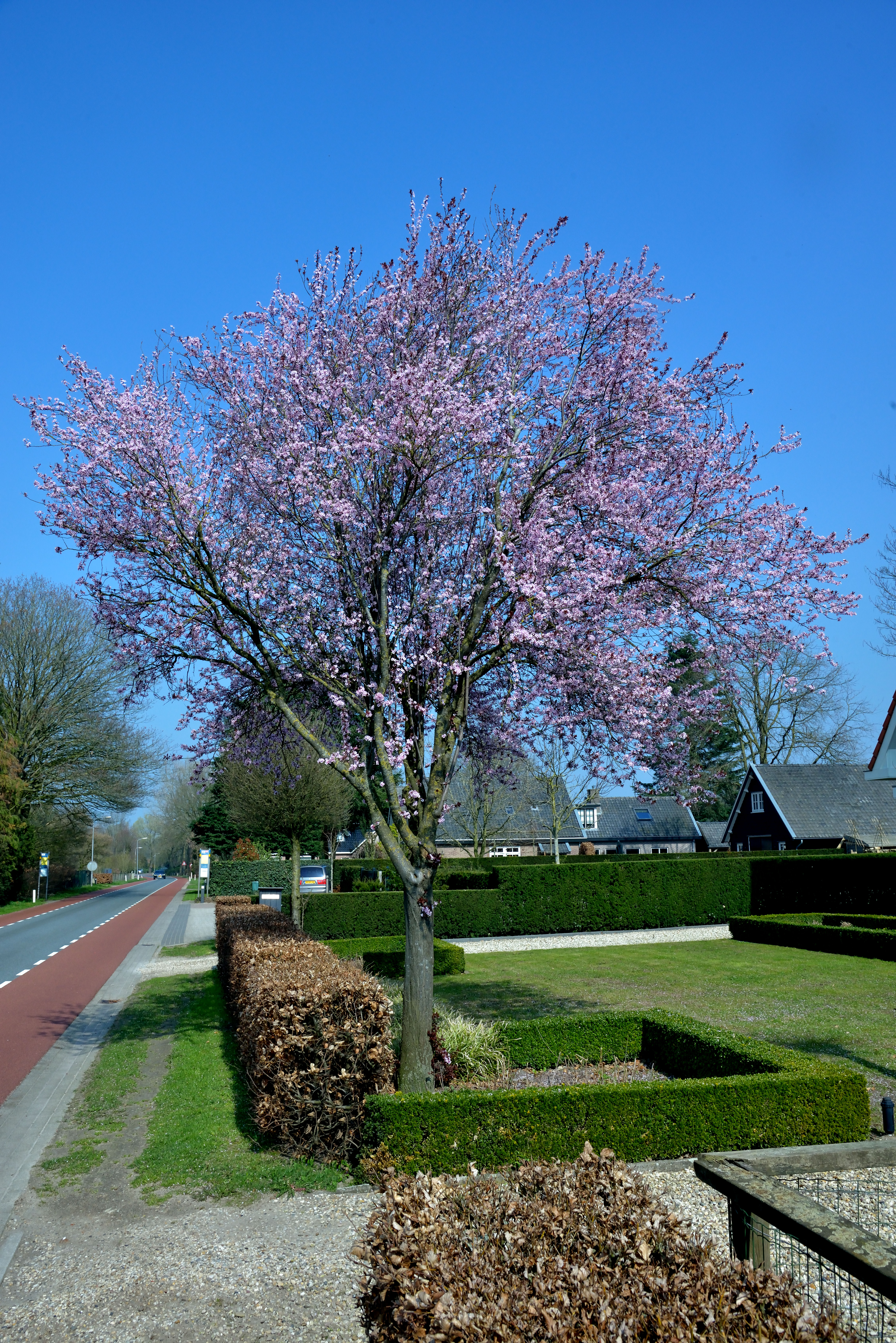
Kerspruim 'Nigra'
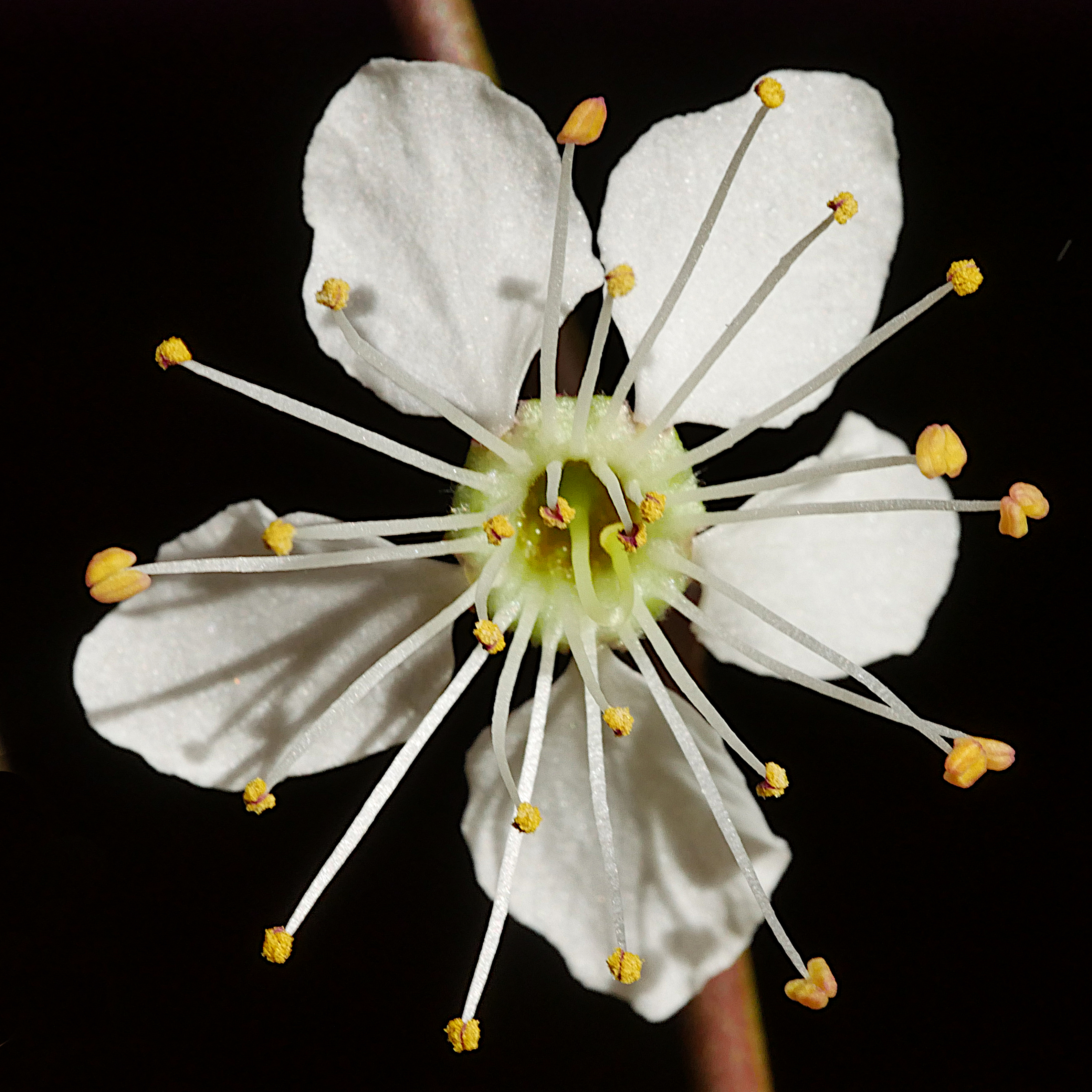
Bloemen
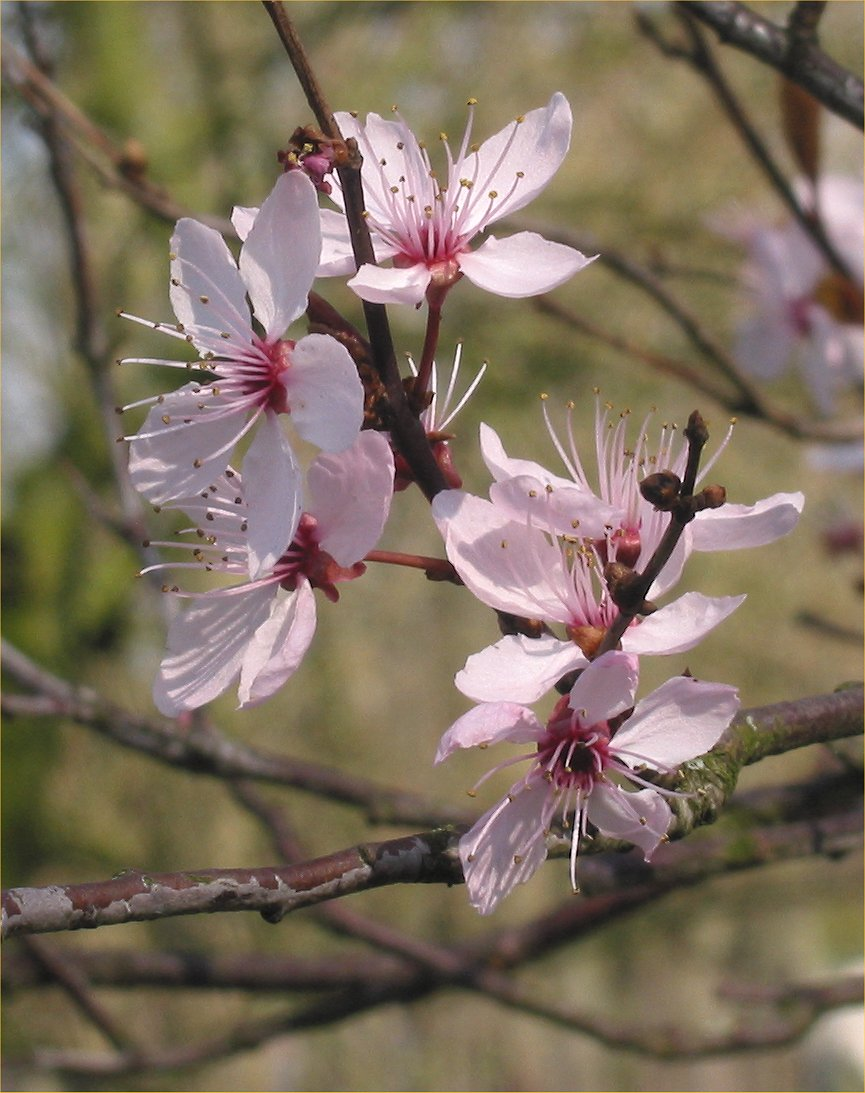
Bloemen van kerspruim 'Nigra'
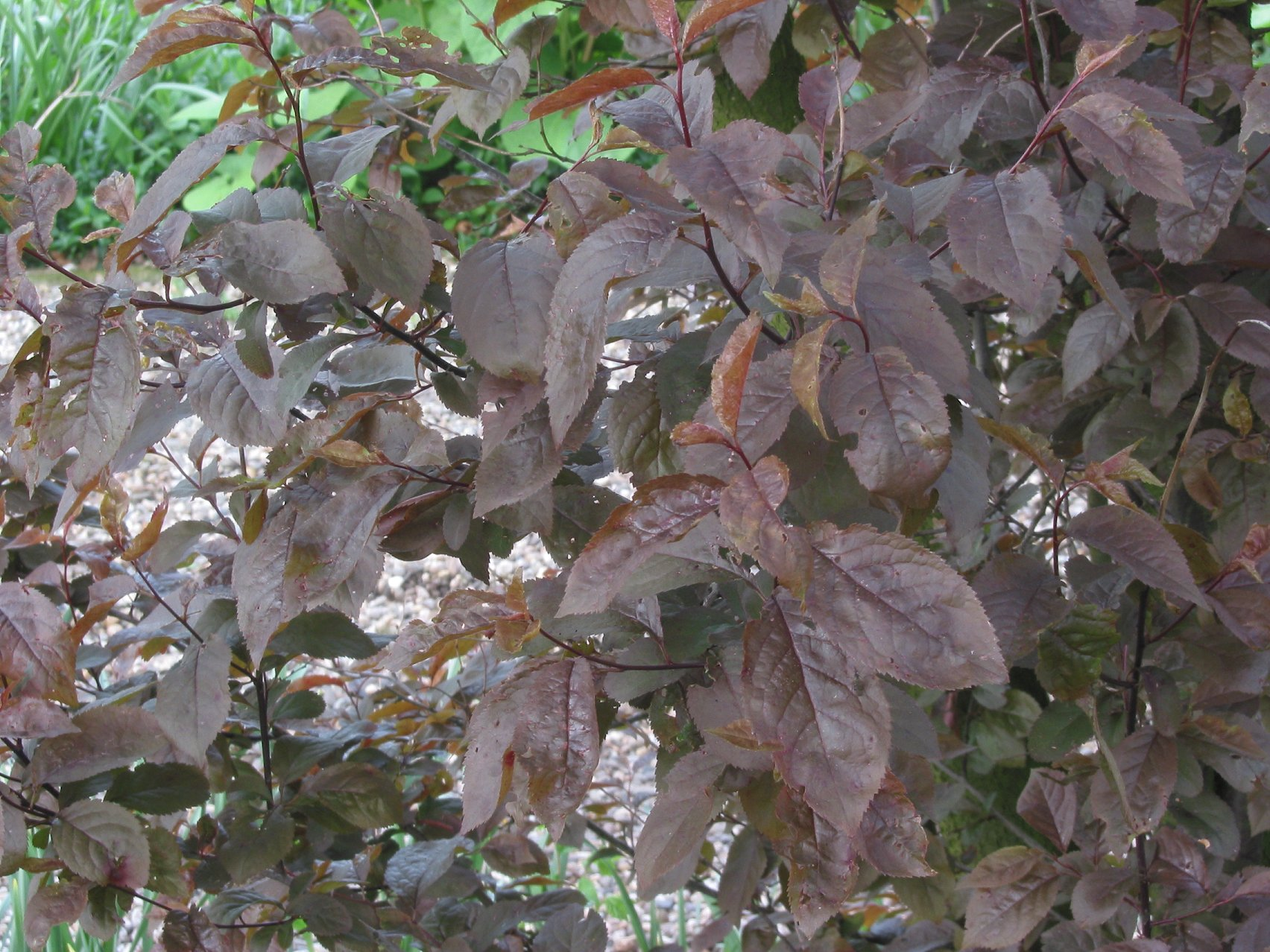
Blad kerspruim 'Nigra'
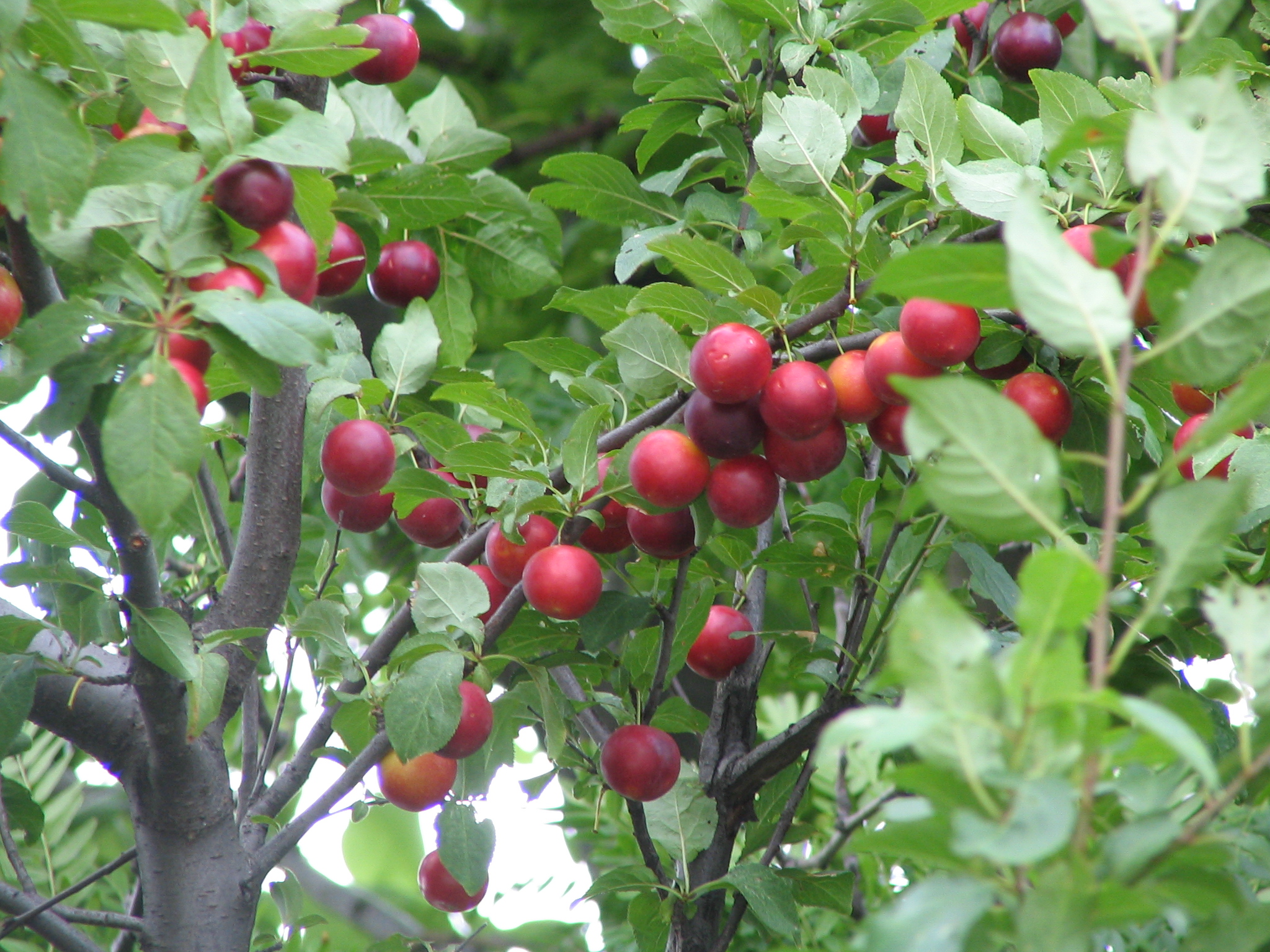
Vruchten